# Liste österreichischer Eisenbahngesellschaften
Diese Liste bietet einen Überblick über die Eisenbahngesellschaften in Österreich.

## Heute bestehende Gesellschaften
Die folgende Liste enthält die Gesellschaften mit einer Berechtigung nach dem Eisenbahngesetz 1957, die sich auf eine Haupt- oder Nebenbahn erstreckt. Grundlage ist die von der Schienen-Control veröffentlichte Liste (Stand: August 2023). Unternehmen mit Konzession für den Betrieb einer Eisenbahninfrastruktur sind mit „EIU“ (Eisenbahninfrastrukturunternehmen) gekennzeichnet, solche mit Berechtigung für die Erbringung von Schienenverkerhsdiensten mit „EVU“ (Eisenbahnverkehrsunternehmen).
| Unternehmen                                                          | Berechtigungen | Abkürzung        | Bemerkungen |
| -------------------------------------------------------------------- | -------------- | ---------------- | --- |
| Achenseebahn Infrastruktur- und Betriebs GmbH                        | EIU+EVU        | ASB              | Betrieb der Achenseebahn |
| Bayerische Oberlandbahn GmbH                                         | EVU            | BOB              | Personenverkehr unter der Bezeichnung Bayerische Regiobahn |
| BLS Cargo AG                                                         | EVU            | BLS              | Güterverkehrsunternehmen mit Sitz in der Schweiz. |
| boxXpress.de                                                         | EVU            | BOXX             | |
| BSAS EisenbahnVerkehrsGmbH & Co. KG                                  | EVU            | BSAS             | Güterverkehrsunternehmen für Mineralöltransporte mit Sitz in Deutschland. |
| BUDAMAR West GmbH                                                    | EVU            | BDMW             | |
| Captrain Deutschland CargoWest GmbH                                  | EVU            | CCW              | Güterverkehrsunternehmen der SNCF-Gruppe mit Sitz in Deutschland. |
| Captrain Italia S.r.l.                                               | EVU            | CTI              | Güterverkehrsunternehmen der SNCF-Gruppe mit Sitz in Italien. |
| Cargo Service GmbH                                                   | EVU            | CARGOS           | Güterverkehrstochter der LogServ mit Sitz in Linz |
| ČD Cargo a.s.                                                        | EVU            | CDC              | Güterverkehrstochter der České dráhy. |
| City Air Terminal Betriebsgesellschaft m.b.H.                        | EVU            | CAT              | Flughafentransfer vom Bahnhof Wien Mitte zum Bahnhof Flughafen Wien. |
| DB Cargo AG                                                          | EVU            | DBCDE            | Güterverkehrstochter der Deutschen Bahn |
| DB Cargo Czechia s.r.o.                                              | EVU            | DBCCZ            | Tschechische Tochtergesellschaft der DB Cargo |
| DB Fernverkehr AG                                                    | EVU            | DB-FV            | Die Berechtigung in Österreich wird für grenzüberschreitende Züge, insbesondere nach Salzburg verwendet. |
| DB Regio AG                                                          | EVU            | DB-REGIO         | Die Berechtigung in Österreich wird für grenzüberschreitende Züge nach Salzburg und im Außerfern verwendet. |
| DPB Rail Infra Service GmbH                                          | EVU            | DPB              | Unternehmen mit Sitz in der Steiermark mit Fokus auf Baustellenlogistik, Baustellensicherung und Güterverkehr. |
| ecco-rail GmbH                                                       | EVU            | ECCORAIL         | Grenzüberschreitender Güterverkehr mit Sitz in Wien. |
| EUROGATE Rail Hungary Szolgáltató Zártköruen Muködo Részvénytársaság | EVU            | ERH              | Tochterunternehmen der Eurogate Intermodal mit Sitz in Ungarn für den Schienengüterverkehr. |
| FOXrail Zrt.                                                         | EVU            | FOX              | Güterverkehrsunternehmen mit Sitz in Ungarn, seit 2017 in Österreich auf der Donauachse |
| FRACHTbahn Traktion GmbH                                             | EVU            | FBT              | Eisenbahnverkehrsunternehmen Güterverkehr in Österreich und Deutschland mit Sitz in Wien. |
| Franz Plasser Dienstleistungsgesellschaft mbH                        | EVU            | DLG              | Unternehmen der Plasser & Theurer. Berechtigung hauptsächlich für Probe- und Überstellungsfahrten. |
| GEVD Gesellschaft für Eisenbahnverkehrsdienstleistungen mbH          | EVU            | GEVD             | Tochter der Nürnberger Wach- und Schließgesellschaft. |
| GHS Logistik GmbH                                                    | EVU            |                  | Gehört zum Baukonzern Hinteregger. |
| Graf Railservice GmbH                                                | EVU            |                  | |
| Graz-Köflacher Bahn und Busbetrieb GmbH                              | EIU+EVU        | GKB              | Betrieb der Köflacherbahn und der (Wieserbahn) sowie die Personenverkehrsdienste |
| Helrom GmbH                                                          | EVU            | HELR             | Deutsches Tochterunternehmen der Helrom Limited für den kombinierten Verkehr |
| Höllentalbahn-Projekt GesmbH                                         | –              | HPG              | Betrieb der Höllentalbahn als Museumsbahn; nicht in der Liste der Schienen-Control. |
| Holzlogistik und Güterbahn GmbH                                      | EVU            | HLG              | Deutsches Unternehmen mit Fokus auf den Transport von Rund- bzw. Schnittholz und Kalilauge |
| HSL Netherlands B.V.                                                 | EVU            | HSL AT           | Niederländisches Unternehmen zum Mineralöltransport |
| Innsbrucker Verkehrsbetriebe und Stubaitalbahn GmbH                  | EIU+EVU        | IVB              | Betrieb der Stubaitalbahn (Innsbruck Stubaitalbahnhof–Fulpmes) sowie der Straßenbahn Innsbruck. |
| LINEAS Group SA                                                      | EVU            | LINEAS           | Belgisches Unternehmen zum Gütertransport. |
| Linzer Lokalbahn AG                                                  | EIU            | LILO             | Eigentümerin der Linzer Lokalbahn |
| Logistik Service GmbH                                                | EVU            | LogServ          | Konzernlogistik der voestalpine Stahl mit Sitz in Linz und Betrieb des Werksbahnnetzes |
| Lokalbahn Gmunden–Vorchdorf AG                                       | EIU            |                  | Eigentümerin der Strecke Gmunden–Vorchdorf, die mit Straßenbahn Gmunden verbunden ist |
| Lokalbahn Lambach–Vorchdorf-Eggenberg AG                             | EIU            |                  | Eigentümerin der Strecke Lambach–Vorchdorf-Eggenberg |
| Lokalbahn Mixnitz–Sankt Erhard AG                                    | EIU            |                  | Eigentümerin der Schmalspurbahn Mixnitz–Sankt Erhard, die hauptsächlich dem Transport von Magnesit dient und von der Steiermarkbahn betrieben wird. Tochter der RHI.                                                                        |
| Lokalbahn Vöcklamarkt–Attersee AG                                    | EIU            |                  | Eigentümerin der Strecke Vöcklamarkt–Attersee |
| Lokomotion Austria Gesellschaft für Schienentraktion mbH             | EVU            | LOK              | Tochterunternehmen der Lokomotion Gesellschaft für Schienentraktion mbH. |
| Lokomotion Gesellschaft für Schienentraktion mbH                     | EVU            | LOMA             | Güterverkehrsunternehmen mit Fokus auf kombinierte Verkehre. |
| LTE Austria GmbH                                                     | EVU            | LTE              | 100 % Tochter der LTE Logistik- und Transport GmbH für das Österreich-Geschäft. |
| LTE Logistik- und Transport GmbH                                     | EVU            | LTE-AT           | Österreichisches Güterverkehrsunternehmen |
| Medway Italia S.r.l.                                                 | EVU            |                  | zur MSC |
| Metrans Railprofi Austria GmbH                                       | EVU            | RPA              | Güterverkehrsunternehmen. |
| MEV Independent Railway Services GmbH                                | EVU            | MEV              | Unternehmen, das hauptsächlich als Personaldienstleister und Erbringer von Serviceleistungen tätig ist. |
| Montafonerbahn AG                                                    | EIU+EVU        | MBS              | Eigentümerin und Betreiberin der Strecke Bludenz–Schruns (Montafonerbahn). |
| Neusiedler Seebahn GmbH                                              | EIU            | NSB              | Eigentümerin des österreichischen Abschnitts der Strecke Celldömölk–Neusiedl am See |
| Niederösterreichische Schneebergbahn GmbH                            | EIU+EVU        | NÖSBB            | Betreiberin der Zahnradbahn auf den Hochschneeberg; 100 % Tochtergesellschaft der NÖVOG. |
| Niederösterreichische Verkehrsorganisationsgesellschaft m.b.H.       | EIU+EVU        | NÖVOG            | Gesellschaft des Landes Niederösterreich für den öffentlichen Verkehr. Betreiberin einiger Schmalspurbahnen und Anschlussbahnen in Normalspur                                                                                               |
| NÖ Lokalbahnen BetriebsgesmbH                                        | –              | NÖLB-B           | Betrieb der Bergstrecke der Ybbstalbahn von Kienberg-Gaming über Lunz am See nach Göstling a.d. Ybbs als Museumsbahn; nicht in der Liste der Schienen-Control.                                                                              |
| ÖBB-Infrastruktur AG                                                 | EIU            | ÖBB              | Als Eigentümerin und Betreiberin der Infrastruktur des ÖBB-Konzerns für fast 90 % des österreichischen Schienennetzes verantwortlich. Betreiber des Bahnstromnetzes sowie einiger Kraftwerke für Bahnstrom.                                 |
| ÖBB-Personenverkehr AG                                               | EVU            | ÖBB-PV           | Erbringung der Personenverkehrsdienste (Nah- und Fernverkehr). Führt den Großteil des Personenverkehrs am österreichischen Schienennetz durch. Seit 2017 größter Betreiber von Nachtzügen in Österreich.                                    |
| ÖBB-Produktion GmbH                                                  | EVU            | ÖBB-PR           | Erbringt insbesondere die Traktionsleistungen für die Gesellschaften des ÖBB-Konzerns, außerdem Betrieb von Tankstellen für Diesellokomotiven und Bereitstellung von Wagenmeisterleistungen.                                                |
| ÖBB-Technische Services GmbH                                         | EVU            | ÖBB-TS           | Bau und Instandhaltung von Schienenfahrzeugen. Die EVU-Berechtigung wird hauptsächlich für Probefahrten verwendet. |
| PKP Cargo S.A.                                                       | EVU            | PKP CARGO        | Güterverkehrstochter des polnischen Eisenbahnkonzerns Polskie Koleje Państwowe |
| PSP Cargo Group Austria GmbH (ex MMV-Rail Austria GmbH)              | EVU            | PSP AT           | Güterverkehrsunternehmen, das hauptsächlich Ganzzüge führt. |
| Porr Austriarail GmbH                                                | EVU            | PORR             | Unternehmen des Baukonzerns Porr, das hauptsächlich Bauzüge führt. |
| Raaberbahn AG ungarisch: Győr-Sopron-Ebenfurti Vasút                 | EIU+EVU        | ROeEE GySEV      | Eisenbahnunternehmen mit Sitz in Ungarn. Eigentümerin und Betreiberin der grenzüberschreitenden Bahnstrecke Győr–Sopron–Ebenfurth. Betrieb der Infrastruktur auch auf weiteren Bahnstrecken. Erbringer von Personenverkehrsdiensten.        |
| Raaberbahn Cargo GmbH                                                | EVU            | RBC              | Güterverkehrstochter der Raaberbahn AG mit Sitz Wulkaprodersdorf, Österreich. |
| Rail Cargo Austria AG                                                | EVU            | RCA              | Güterverkehrstochter des ÖBB-Konzerns. |
| Raildox GmbH & Co. KG                                                | EVU            | RDX              | Güterverkehrsunternehmen aus Erfurt mit Fokus auf Chemikalien und Holz, ursprünglich als Personaldienstleister gegründet. |
| Railtrans International a.s.                                         | EVU            | RTI              | Güterverkehrsunternehmen aus Bratislava, hauptsächlich für den Transport von Biokraftstoff und Chemikalien. |
| regiobahn RB GmbH                                                    | –              | RBAHN EZ         | Betrieb des Erlebniszuges auf der Strecke Korneuburg – Ernstbrunn; nicht in der Liste der Schienen-Control. |
| RegioJet AT GmbH                                                     | EVU            | RJAT             | Tochterunternehmen der tschechischen Regiojet, das die Personenverkehre des Unternehmens in Österreich (Wien–Budapest, Wien–Prag) abwickelt.                                                                                                |
| Retrack Germany GmbH                                                 | EVU            |                  | |
| RheinCargo GmbH & Co. KG                                             | EVU            | RHC              | Unternehmen aus Neuss (Nordrhein-Westfalen) |
| Rhomberg Bahntechnik GmbH                                            | EVU            | RHR (früher RBT) | Unternehmen der Rhomberg Gruppe im Bahnbau. |
| RTB Cargo Austria GmbH                                               | EVU            | RTB              | Tochter der RTB Cargo GmbH zur Abwicklung der Verkehre in Österreich. |
| RTS Rail Transport Service GmbH                                      | EVU            | RTS              | Unternehmen des Baukonzerns Swietelsky für Güterverkehre einschließlich Sondertransporte. |
| Rund ums Gleis GmbH                                                  | EVU            | RUG              | Güterverkehrsunternehmen mit Sitz in Dresden, insbesondere für Baustellenlogistik. |
| Safety4you Baustellenlogistik GmbH                                   | EVU            | S4YOU            | Güterverkehrsunternehmen mit Sitz in Gunskirchen, tätig auch in Baustellenlogistik und Beistellung von Triebfahrzeugführer für Arbeitszüge.                                                                                                 |
| Salzburg AG                                                          | EIU+EVU        | SLB              | Aus den Salzburger Stadtwerken hervorgegangen. Eigentümerin und Betreiberin mehrerer Bahnstrecken |
| Salzburg AG Tourismus GmbH                                           | EIU+EVU        |                  | Betreiberin der Schafbergbahn sowie der Wolfgangsee-Schifffahrt. (In der Schienen-Control-Liste noch als Salzkammergutbahn GmbH.) |
| Salzburger Eisenbahn Transportlogistik GmbH                          | –              | SETG             | Nicht in der Liste der Schienen-Control. |
| Schiene OÖ GmbH                                                      | EIU            |                  | Tochtergesellschaft der OÖ Verkehrsholding für Eisenbahnprojekte in Oberösterreich, wie der Regionalstadtbahn Linz, der Übernahme der Aschacher Bahn; außerdem Eigentümerin der in Pasching und Traun liegenden Teile der Straßenbahn Linz. |
| Siemens Mobility Austria GmbH                                        | EVU            | SMO AT           | Hersteller von Schienenfahrzeugen, Berechtigung wird für Probe- und Überstellungsfahrten genutzt. |
| smart rail traction GmbH                                             | EVU            |                  | |
| S-Rail GmbH Österreich                                               | EVU            | S-RAIL           | Güterverkehrstochter der deutschen S-Rail GmbH für das Österreich-Geschäft, spezialisiert auf Holztransporte. |
| Steiermarkbahn und Bus GmbH                                          | EVU            | STB              | Personenregionalverkehr in der Steiermark im Schienen- und Autobusverkehr. Tochter der Steiermärkischen Landesbahnen, aus der die Gesellschaft 2018 ausgegliedert wurde.                                                                    |
| Steiermarkbahn Transport und Logistik GmbH                           | EVU            | STB TL           | Güterverkehrstochter der Steiermarkbahn und Bus GmbH. |
| Steiermärkische Landesbahnen                                         | EIU            |                  | Geschäftsbezeichnung, unter der das Land Steiermark einige Nebenbahnen und den Terminal Graz Süd (Cargo Center Graz) betreibt. |
| Stern & Hafferl Verkehrsgesellschaft mbH                             | EVU            | STH              | Personenregionalverkehr in Oberösterreich; betreibt im Auftrag der Eigentümergesellschaften auch die Infrastruktur auf einigen Nebenbahnen in Oberösterreich. Daneben auch im regionalen Güterverkehr tätig.                                |
| STRABAG BahnLogistik GmbH                                            | EVU            |                  | |
| SŽ Tovorni promet d.o.o.                                             | EVU            | SZ-TP            | Güterverkehrstochter des staatlichen slowenischen Eisenbahnkonzerns Slovenske železnice. |
| Taurachbahn-Gesellschaft m.b.H.                                      | –              |                  | Tochterunternehmen des Club 760 zum Betrieb der Taurachbahn als Museumsbahn; nicht in der Liste der Schienen-Control. |
| Ten Rail d.o.o.                                                      | EVU            | TRL              | Güterverkehrsunternehmen mit Sitz in Maribor (Slowenien) mit Fokus auf kombinierte Verkehre zwischen Enns und den Häfen in Koper und Triest.                                                                                                |
| Tenforty2-Rail GmbH                                                  | EVU            |                  | |
| TX Logistik Transalpine GmbH                                         | EVU            | TX               | Tochterunternehmen der FS für den Güterverkehr in Österreich. |
| WECO Rail GmbH                                                       | EVU            |                  | Güterverkehrsunternehmen mit Sitz in Wien (zuvor Walser Eisenbahn GmbH) |
| WESTbahn Management GmbH                                             | EVU            | WEST             | Kommerzieller (eigenwirtschaftlicher) Personenfernverkehr auf der Strecke Wien–Salzburg, teilweise weiter nach Innsbruck oder München. |
| Widmer Rail Services AG                                              | EVU            | WRS              | Güterverkehrsunternehmen mit Sitz in der Schweiz. |
| Wiener Lokalbahnen Cargo GmbH                                        | EVU            | WLC              | Güterverkehrstochter der Wiener Lokalbahnen GmbH, insbesondere für den Container- und Ganzzugverkehr. |
| Wiener Lokalbahnen GmbH                                              | EIU+EVU        | WLB              | Eigentümer und Betreiber der Strecke Wien–Baden sowie Personenverkehrsdienste und Autobusverkehr. Die Gesellschaft ist eine Tochter der Wiener Stadtwerke.                                                                                  |
| Zillertaler Verkehrsbetriebe Aktiengesellschaft                      | EIU+EVU        | ZB               | Betrieb der Zillertalbahn sowie einiger Autobuslinien. |

## Historische (Privat-)Bahn-Gesellschaften
Die folgende Liste ist eine nicht vollständige Liste von historischen Eisenbahngesellschaften mit eigener Infrastruktur.
← … entstanden aus
→ … aufgegangen in
- k.k. Südliche Staatsbahn (SStB) (1844–1858) → Südbahngesellschaft
- k.k. Nördliche Staatsbahn (1845–1855) → Staats-Eisenbahn-Gesellschaft
- k.k. Östliche Staatsbahn (1847–1858) ← Krakau-Oberschlesische Eisenbahn, → Kaiser-Ferdinands-Nordbahn & Galizische Carl Ludwig-Bahn
- k.k. Südöstliche Staatsbahn (SöStB) (1850–1855) ← Ungarische Zentralbahn → Staats-Eisenbahn-Gesellschaft
- k.k. Lombardisch-Venetianische Staatsbahn (LVStB) (1852–1858) ← Strade ferrate da Milano a Monza & Como (Camerlata) & Lombardisch-Venetianische Ferdinands Eisenbahn-Gesellschaft → Südbahngesellschaft
- k.k. Tiroler Staatsbahn (1850–1858) → Südbahngesellschaft
- k. k. priv. Süd-Norddeutsche Verbindungsbahn (1856–1907) → kkStB
- k.k. priv. Aussig-Teplitzer Eisenbahn-Gesellschaft (ATE) (1858–1924) → ČSD
- k.k. priv. Böhmische Commercialbahnen (BCB) (1881–1910) → kkStB
- k.k. priv. Böhmische Nordbahn-Gesellschaft (BNB) (1867–1908) → kkStB
- k.k. priv. Böhmische Westbahn (BWB) (1861–1894) → kkStB
- k.k. priv. Bozen-Meraner Bahn (1881–1906) → kkStB
- Bregenzerwaldbahn AG (1900–1932) → kkStB
- Brünner Lokal-Eisenbahn (1894–)
- k.k. priv. Brünn-Rossitzer Eisenbahn (1856–1879) → Staats-Eisenbahn-Gesellschaft
- ausschließend priv.Buschtěhrader Eisenbahn AG (BEB) (1855–1924) → ČSD
- k.k. Dalmatiner Staatsbahn (1877–1884)
- k.k. priv. Dniester Bahn (1872–1876) → k.k.Dniester Staatsbahn
- k.k. priv. Dux-Bodenbacher Eisenbahn (DBE) (1871–1892) → kkStB
- k.k. priv. Eisenbahn Pilsen–Priesen(–Komotau) (EPPK) (1872–1884) → kkStB
- k.k. priv. Eisenbahn Wien-Aspang (EWA) (1881–1942) → DR → ÖBB
- Actien-Gesellschaft der Schneebergbahn (SchBB) (1897–1937); ab 1899 Betrieb durch EWA; → BBÖ
- Erste Eisenbahn-Gesellschaft (1827–1859) → Kaiserin Elisabeth Bahn
- Erste Ungarisch-Galizische Eisenbahn (EUGE) (1872–1889) → kkStB
- k.k. priv. Erzherzog Albrecht-Bahn (EAB) (1873–1892) → kkStB
- k.k. priv. Carl Ludwig-Bahn (CLB) (1858–1892) ← k.k. Östliche Staatsbahn → kkStB
- Graz-Köflacher Eisenbahn- und Bergbaugesellschaft (GKEB) (1860–1998); von 1878 bis 1923 Betrieb durch Südbahngesellschaft → Graz-Köflacher Eisenbahn (GKE)
- Graz-Köflacher Eisenbahn (GKE) (1998–2004) → GKB
- Lokalbahn Großpriesen-Wernstadt-Auscha (LGWA); Betrieb durch ÖNWB (bis 1908), dann durch kkStB (bis 1918) bzw. ČSD
- Istrianer Staatsbahn (1876–1884); von 1876 bis 1882 Betrieb durch Südbahngesellschaft
- k.k. priv. Kaiser Ferdinands-Nordbahn (KFNB) (1837–1906) → kkStB
- k.k. priv. Kaiser-Franz-Josephs-Bahn (KFJB) (1868–1884) → kkStB
- k.k. priv. Kaiser Franz Joseph-Orientbahn (KFJOB) (1857–1858) → Südbahngesellschaft
- k.k. priv. Kaiserin Elisabeth Bahn (KEB) (Westbahn) (1858–1884) → kkStB
- Kremstalbahn (KTB) (1881–1906) → kkStB
- k.k. priv. Kaschau-Oderberger Bahn (Ks.Od.) (1869–1918) → Košicko-Bohumínska Dráha (KBD) → ČSD
- k.k. priv. Kronprinz Rudolf-Bahn (KRB) (1868–1884) → kkStB
- Laxenburger Bahn (1845–1932); Betrieb durch die Südbahn und ihre Vorläufer-Gesellschaften
- Lemberg-Czernowitz-Jassy Eisenbahn-Gesellschaft (LCJE) (1866–1889); ab 1889 Betrieb durch die kkStB
- Bukowinaer Lokalbahnen (BLB) (1884–1889); Betrieb durch LCJE; → kkStB
- Kolomeaer Lokalbahnen (1886–1889); Betrieb durch LCJE; → kkStB
- Neue Bukowinaer Lokalbahnen (1889–1889); Betrieb durch LCJE; → kkStB
- k.k. priv. Mährische Grenzbahn (MGB) (1871–1895); teilw. Betriebsführung durch StEG; → kkStB
- k.k. priv. Mährisch-Schlesische Centralbahn (MSCB) (1872–1895) → kkStB
- Lokalbahn Mödling–Hinterbrühl (1883–1932), Bau und Betrieb durch die Südbahn und ihre Vorläufer-Gesellschaften
- Mühlkreisbahn-Gesellschaft (1888–1942); ab 1900 Betrieb durch kkStB; → DR → ÖBB
- k.k. Staatsbahn Mürzzuschlag-Neuberg (1879–); von 1879 bis 1888 Betrieb durch Südbahngesellschaft
- k.k. priv. Neutitscheiner Lokalbahn (NLB) (1880–); keine Verstaatlichung bis 1945
- Niederösterreichische Landesbahnen (NÖLB) (1898–1935); Betrieb durch BBÖ ab 1922; → BBÖ
- Elektrische Lokalbahn Wien-Landesgrenze nächst Hainburg (LWP) (1914–1933); ab 1914 Betrieb durch NÖLB; ab 1922 durch BBÖ; → BBÖ
- k.k. priv. Niederösterreichische Südwestbahnen (NÖSWB) (1877–1882); → kkStB
- Österreichische Lokaleisenbahngesellschaft (ÖLEG) (1880–1894); ← k.k.priv.Elbogener Localbahn → kkStB
- k.k. priv. Österreichische Nordwestbahn (ÖNWB) (1868–1908); ← k.k.priv.Reichenberg-Pardubitzer Bahn & SNDVB → kkStB
- k.k. priv. Prag-Duxer Eisenbahn (PD) (1872–1892) → kkStB
- k.k. Rakonitz-Protiviner Bahn (1876–1884); 1875–1876 Betrieb durch DBE; 1877 durch ATE; 1877–1883 durch BWB; ab 1884 durch kkStB
- k.k. priv. Reichenberg-Gablonz-Tannwalder Eisenbahn (RGTE) (1888–1930); 1888–1902 Betrieb durch SNDVB; 1902–1918 durch kkStB; → ČSD
- Lokalbahn Schönbrunn–Königsberg (1911–1926); 1911–1918 Betrieb durch kkStB; → „Mährische Lokaleisenbahn-Gesellschaft“
- priv. österreichisch-ungarische Staatseisenbahn-Gesellschaft (StEG) (1854–1909) (war keine Staatsbahn); ← Nördliche Staatsbahn & Südöstliche Staatsbahn (1855); ← Wien-Raaber-Bahn (1855); ← Brünn-Rossitzer Eisenbahn (1879); ungarische Linien → MÁV; österreichische Linien 1909 → kkStB
- k.k. priv. Südbahngesellschaft (SB) (1858–1923); ← k.k. Südliche Staatsbahn & Lombardisch-Venetianische Staatsbahn; → BBÖ
- Bárcs-Pakráczer Eisenbahn Aktien-Gesellschaft im Betrieb der Südbahngesellschaft
- Vicinalbahn Güns–Steinamanger im Betrieb der Südbahngesellschaft
- Localbahn Cilli–Wöllan im Betrieb der Südbahngesellschaft
- Kleinbahn Windisch-Feistritz S.B.–Stadt Windisch-Feistritz im Betrieb der Südbahngesellschaft
- Rohitscher Lokalbahn im Betrieb der Südbahngesellschaft
- Lokalbahn Bozen–Kaltern im Betrieb der Südbahngesellschaft
- Lokalbahn Laibach–Oberlaibach im Betrieb der Südbahngesellschaft
- Stauding-Stramberger Eisenbahn (StStB) (1881–); 1881–1887 Betrieb durch die Kremsierer Eisenbahn; 1942 mit Lokalbahn Stramberg–Wernsdorf zur Eisenbahn AG Stauding-Stramberg-Wernsdorf fusioniert; 1951 verstaatlicht
- A.G. Sulmtalbahn (1907–); 1907–1923 Betrieb durch Südbahngesellschaft; 1924–1930 Betrieb durch BBÖ; ab 1930 Betrieb durch GKB;
- k.k. Tarnow–Leluchower Staatsbahn (1873–1884); bis 1883 Betrieb durch EUGE; ab 1884 durch kkStB
- Ungarische Westbahn (UWB) (1871–1889) → kkStB & MÁV
- k.k. Staatsbahn Unter Drauburg–Wolfsberg (1879–1888); bis 1888 Betrieb durch Südbahngesellschaft
- k.k. priv. Vorarlberger Bahn (VB) (1872–1885)
- Wien-Pottendorf-Wiener Neustädter Bahn (WPB) (1874–1923); Betrieb durch Südbahngesellschaft
- Wien-Raaber-Bahn (WRB) (1841–1855); → k.k. Südliche Staatsbahn (1853); → StEG (1855)
- Lamingtal-Schleppbahn (LSB) (1920–1964) nicht öffentliche Eisenbahn mit beschränkt-öffentlichem Verkehr
- Commission für Verkehrsanlagen in Wien (VA) (1892–1934); → BBÖ & Gemeinde Wien – städtische Straßenbahnen
- Lavamünder Bahn Betrieb Ges mbH; Lavamünder Bahn 2015 abgetragen; Gesellschaft besteht zur Vermögensverwaltung fort
- Südburgenländische Regionalbahn GmbH; Strecken bis 2021 verkauft, größtenteils abgetragen; Gesellschaft 2022 aufgelöst